# Salvezza (film 1923)
Salvezza (Arme Sünderin) è un film muto tedesco del 1923 diretto da Pier Antonio Gariazzo.

## Distribuzione
Il film porta il visto di censura tedesco del 22 giugno 1923.